# Johannes Benedictus van Heutsz
Joannes Benedictus van Heutsz (3 de febrero de 1851 – 11 de julio de 1924) fue un oficial militar holandés que fue nombrado Gobernador general de las Indias Orientales Neerlandesas en 1904. Se había hecho famoso años antes al poner fin a la Guerra de Aceh

## Temprana edad y educación
Joannes Benedictus van Heutsz nació el 3 de febrero de 1851 en Coevorden en los Países Bajos. Fue el segundo hijo de Joannes Franciscus van Heutsz y Maria Lucilla Kocken. Tanto su padre como su abuelo eran oficiales de artillería.
Van Heutsz, que era un estudiante difícil y conversador, fue a la escuela en Breda. Su familia no podía permitirse enviarlo a la Real Academia Militar de Breda, por lo que más tarde fue al Batallón de Instrucción en Kampen de 1867 a 1872.

## Guerra de Aceh
Tras veinticinco años de guerra prolongada, Van Heutsz fue nombrado gobernador militar de Aceh. En conjunto con el erudito islámico Christiaan Snouck Hurgronje, Van Heutsz logró debilitar la resistencia de Aceh aprovechando las tensiones entre la aristocracia de Aceh y los Ulama religiosos. También solicitó el apoyo de las clases dominantes de Aceh mientras aislaba a los rebeldes de sus bases rurales. Siguiendo el consejo de un noble de Aceh, también alteró las tácticas del Ejército Real de las Indias Orientales Holandesas al introducir pequeñas fuerzas móviles que tuvieron éxito contra las tácticas de guerrilla de Aceh.
Van Heutsz encargó al coronel Van Daalen el desafío de romper cualquier resistencia restante. Van Daalen destruyó varias aldeas, matando al menos a 2900 habitantes de Aceh, entre los que se encontraban 1.150 mujeres y niños. Las derrotas holandesas fueron solo 26 y Van Daalen fue ascendido. Según los estándares actuales, estas acciones se considerarían crímenes de guerra. En 1903, las tácticas de Van Heutsz habían logrado convencer a varios líderes laicos de la resistencia de Aceh, incluidos el sultán Muhammad Daud, Tuanku Raja Keumala, Tuanku Mahmud y Teuku Panglima Polem Muda Perkasa de que se rindieran a las autoridades coloniales. Habiendo superado los elementos seculares de la resistencia, Aceh fue declarado oficialmente pacificado por los holandeses en 1903. A pesar de esto, la resistencia de los ulama continuó hasta 1913.
Hendrikus Colijn, futuro primer ministro de los Países Bajos, fue el ayudante de Van Heutsz. En los Países Bajos en ese momento, Van Heutsz fue considerado un héroe, llamado el 'Pacificador de Aceh' y fue ascendido al cargo de Gobernador General en 1904. Sus esfuerzos impulsaron el apoyo al imperialismo en la sociedad y al gobierno mientras debilitaban la posición de los antiimperialistas.

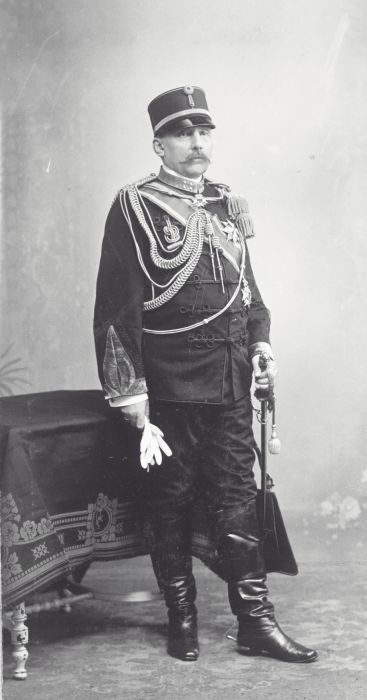
Van Heutsz en 1900

## Regreso a Europa
Van Heutsz se mudó a Ámsterdam en 1909. Después de la muerte de su esposa en 1919, se mudó a Bussum. Vivió en Montreux en Suiza y Merano en Italia desde 1922. Murió en Montreux el 11 de julio de 1924, a la edad de 73 años. El 9 de junio de 1929 fue enterrado nuevamente en Ámsterdam.